# Інвазія кисню
Інвазія кисню, проникнення (вторгнення)  кисню з  атмосфери у  воду.
Евазія кисню (від лат. evasio — втеча), вихід кисню з води в атмосферу.
При певній  температурі і тиску у воді може розчинитися строго певна кількість кисню. Розчинність його зростає при зниженні температури і підвищенні тиску. Так, при температурі 20 °С і тиску 1 атм. 100%-не насичення води киснем становить близько 9 мг/л, або 9 г/м³. Головним джерелом надходження кисню у воду є процес фотосинтезу водоростей, насамперед, дрібних одноклітинних, так званого фітопланктону, який дає майже 100% всього кисню, що виробляється водними рослинами.
Інший шлях надходження кисню у воду — з атмосфери. Якщо у воді перебуває кисню менше, ніж 100% насичення, тобто та максимальна кількість, яка може розчинитися, то ми спостерігаємо процес інвазії —  абсорбції кисню з атмосфери в воду. Якщо ж внаслідок масового розвитку у водоймі фітопланктону і бурхливого процесу фотосинтезу у воді виявляється кисню більше, ніж може розчинитися, то він у вигляді бульбашок виділяється з води в атмосферу. Цей процес називається евазією. Евазія набагато більш рідкісне явище, ніж інвазія. Крім дихання організмів кисень витрачається у водоймах для процесів самоочищення, окислюючи надмірну кількість органічних і неорганічних речовин.
Вранці концентрація кисню у воді мінімальна, тому що вночі при відсутності світла фотосинтез не відбувається, кисень тільки витрачається на дихання. Зі сходом сонця його концентрація підвищується, досягаючи максимуму в післяполуденні години. При занадто інтенсивному розвитку фітопланктону в ставах в безвітряну погоду при відсутності перемішування шарів води може спостерігатися нерівномірний вертикальний розподіл кисню. Біля дна кисню може не бути зовсім, а в поверхневому шарі — перенасичення до 250–300%. Це явище називається  кисневої стратифікацією. Якщо воно триває понад добу, то може послужити причиною замору — загибелі риб, так як в придонних шарах утворюються шкідливі продукти безкисневих розкладання органічних речовин, такі як сірководень, метан, аміак. Концентрацію розчиненого у воді водойм кисню визначають щодня в ранні ранкові години. При її зниженні нижче технологічної норми використовують прийоми, спрямовані на її збільшення: водообмін, аерацію, здобрення ставків з метою стимулювання процесів фотосинтезу, зменшення норм годівлі риби, вапнування ставків.

## Ресурси Інтернету
- Дедю И. И. Экологический энциклопедический словарь. — Кишинев, 1989 [Архівовано 24 жовтня 2016 у Wayback Machine.]
- Словарь ботанических терминов / Под общ. ред. И. А. Дудки. — Киев, Наук. Думка, 1984 [Архівовано 31 жовтня 2016 у Wayback Machine.]
- Англо-русский биологический словарь (online версия) [Архівовано 6 листопада 2016 у Wayback Machine.]
- Англо-русский научный словарь (online версия) [Архівовано 21 жовтня 2016 у Wayback Machine.]